# Disturbo acuto da stress
In psicologia e psichiatria il disturbo acuto da stress (o ASD, acute stress disorder) è la sindrome clinica acuta che, in alcuni casi, può conseguire a breve termine all'esposizione o al coinvolgimento in eventi "estremi": traumi, catastrofi, incidenti o atti di violenza.
Oltre che le vittime primarie, anche i soccorritori che sono coinvolti in situazioni critiche possono in alcuni casi sviluppare tale sintomatologia.
Nel DSM-5 (2013) l'ASD è collocato nel capitolo dei disturbi correlati a eventi traumatici e stressanti.

## Descrizione
A differenza del disturbo da stress post-traumatico (PTSD), che ne può rappresentare (ma non sempre) l'evoluzione clinica a medio-lungo termine, l'ASD si può instaurare rapidamente, dopo circa 48 ore dall'evento, e può durare - secondo l'attuale classificazione nosografica del DSM - da tre giorni ad un mese. In presenza di sintomi clinici rilevanti dopo il termine del mese, si passa alla diagnosi di PTSD.
È probabilmente possibile prevenire l'insorgenza di una certa quota di casi di ASD tramite il corretto utilizzo di presidi psicologico-clinici di emergenza, quali un appropriato Scene Support / PFA (Psychological First Aid) e l'effettuazione precoce di adeguate procedure di defusing, debriefing e demobilization per il personale coinvolto.
L'ASD viene gestito sia con approcci psicologico-clinici che, molto raramente, farmacologici (anche se si tende a riservare il ricorso a terapia farmacologica esclusivamente ai casi più gravi, persistenti e quasi del tutto refrattari all'intervento psicologico-psicoterapeutico).
È importante comunque notare come la maggior parte delle persone, anche se vive eventi potenzialmente traumatici, subisca solo delle reazioni emotive transitorie (le cosiddette "reazioni normali ad eventi anormali") che, seppur emotivamente difficili e dolorose, raramente si trasformano in un vero e proprio ASD/PTSD strutturato.
Così come il PTSD, l'ASD non colpisce le persone più "deboli" o "fragili": spesso persone apparentemente "fragili" riescono ad attraversare senza conseguenze eventi traumatici abbastanza importanti, mentre persone "solide" si trovano in difficoltà dopo eventi di moderata rilevanza ma che hanno un significato personale o simbolico particolarmente difficile da elaborare.

### Sintomatologia
La sintomatologia di base dell'ASD è simile a quella del PTSD, ma con alcune importanti differenze.
Alla classica "triade sintomatologica" del PTSD (intrusioni; evitamento; hyperarousal) si affiancano infatti sintomi maggiori di numbing (stordimento e confusione) e, soprattutto, sintomatologie di tipo dissociativo, più o meno gravi. Sintomatologie dissociative di particolare durata, pervasività ed intensità clinica in fase peri- o post-critica sono spesso (ma non sempre) segno prognostico di maggior rischio per l'evoluzione dell'ASD verso un PTSD.
Altra similitudine con il PTSD è il fatto per cui la persona colpita spesso cerca "sollievo" (ma in realtà peggiorando la situazione) con abusi di alcool, droga, farmaci e/o psicofarmaci; spesso sono associati forti sensi di colpa per quello che è successo o per come ci si è comportati durante l'evento (o per il non aver potuto evitare il fatto), sensi di colpa che molto spesso sono del tutto esagerati ed incongruenti con il reale svolgimento dei fatti e delle responsabilità oggettive.